# Aa (Ostbevern)
Die Aa ist eine Bereichsbezeichnung des Flussstrangs 3346 im nördlichen Ostbevern, der am Ende unter dem Namen Eltingmühlenbach von links in die Glane mündet.

## Name
Aa ist eine alte germanische Bezeichnung für ein Fließgewässer, die häufig in Westfalen anzutreffen ist. (vgl. Liste der Gewässer namens Aa). Im Alpenraum Ache (althochdeutsch Aha). „Ache“, vgl. schwedisch und dänisch Å, „Wasser, Fluss“, ist ein häufiger Flussname im deutsch-niederländischen Sprachraum für Flüsse oder Bäche. Möglich ist aber auch, dass es vom lateinischen aqua stammt. Flüsse wurden auf den Landkarten des Mittelalters meistens mit a für aqua bezeichnet. In Ostbevern ist das Fließgewässer aber auch unter dem Begriff „Glane“ bekannt.

## Verlauf
Der Bach wird vor dem Erreichen der Gemeindegrenze flussaufwärts Oedingberger Bach genannt. Namensgebend ist hier das Gut Oedingberge. In Ostbevern durchströmt er die Bauerschaft Brock in einer Länge von ca. 10,8 km. Dort fließen dem Bach der Bockhorner Bach und der Riedenbach zu. Das letzte Stück, ca. 1,5 km bildet der Fluss die Grenze zwischen dem Kreis Warendorf und dem Kreis Steinfurt. Nach Verlassen der Gemeindegrenze heißt der Bach dann Eltingmühlenbach. Namensgebend ist das Haus Eltingmühle in Schmedehausen, was Staurecht besaß.

## Nebenflüsse
- Riedenbach
- Bockhorner Bach

## Geschichte
Am 11. Februar 1930 gründet sich in Ostbevern die „Aa-Regulierungsgenossenschaft“. Die Aa sollte die umliegenden Grünflächen besser entwässern um neues Ackerland zu gewinnen. Am 15. Februar 1933 beauftragt die „Aa-Regulierungsgenossenschaft“ den Freiwilliger Arbeitsdienst des Stahlhelm, Bund der Frontsoldaten mit der Durchführung der Arbeiten, nachdem zwei Tage zuvor das Landesarbeitsamt Westfalen die Förderung zugesagt hatte, was nicht verwundert, da der Arbeitsminister Franz Seldte der Vorsitzende des Stahlhelms war. Diese Arbeiten wurden im Herbst 1933, nach gut acht Monaten abgeschlossen. Dies führte allerdings in der Sommermonaten zum Absinken des Grundwasserspiegels. In den 1980er Jahren wurden im Rahmen von Flurbereinigungen eine Wasserteilung und Staustufen eingebaut, die den Wasserstand regulierten. Außerdem erhielt die langsam fließende Aa im Unterlauf ein Kiesbett, um sie am Mäandrieren zu hindern.